# Manskap
Manskap är en generell beteckning för meniga soldater och sjömän. I vissa länders militära styrkor räknas även underbefäl som manskap. 

## Finland
I den finländska försvarsmakten har manskapet graderna soldat (menig) och korpral. 

## Sverige
I den svenska försvarsmakten avskaffades benämningen 1954. När underbefälet räknades till manskapet omfattade det i Sverige graderna vicekorpral, korpral och furir. I 2009 års svenska befälsordning motsvaras manskap av gruppbefäl, sjömän och soldater. Till gruppbefäl räknas vicekorpraler, korpraler och sergeanter.